# At the Crossroads of Life
At the Crossroads of Life è un cortometraggio muto del 1908 diretto da Wallace McCutcheon Jr. e sceneggiato da David W. Griffith. Prodotto dall'American Mutoscope and Biograph Company, uscì in sala il 3 luglio 1908. Tra gli interpreti, lo stesso Griffith, Robert Harron e Marion Leonard, qui al suo primo film.

## Trama
Una ragazza, allevata secondo i rigidi principi del padre, un pastore religioso che l'ha tenuta all'oscuro del mondo che li circonda, scopre un giorno un altro modo di vivere, vivace e affascinante. Seguendo il proprio spirito esuberante, la ragazza litiga con il padre. Lasciata la casa paterna, trova lavoro in teatro come corista in una compagnia operistica. Grazie al bell'aspetto e alla bella voce, la ragazza fa rapidamente carriera ma scopre ben presto che non tutto è oro quello che luccica. Insidiata dal manager, lei cerca aiuto presso il padre ma lui, quando riceve le lettere della figlia, le strappa senza neanche leggerle. Il suo ultimo appello, che giunge al pastore in un telegramma, viene finalmente letto: l'uomo si reca alla ricerca della figlia. In teatro, confuso da quell'ambiente così estraneo, il pastore - alla fine dello spettacolo - conforta la figlia, accogliendola in un abbraccio, suscitando il vivo disappunto dell'impresario che si vede sfuggire la preda.

## Produzione
Prodotto dall'American Mutoscope and Biograph Company, venne girato il 2 e il 4 giugno 1908.

## Distribuzione
Il copyright del film, richiesto dall'American Mutoscope and Biograph Co., fu registrato il 20 giugno 1908 con il numero H112128
Il film - un cortometraggio in una bobina - uscì in sala il 3 luglio 1908. Conosciuto anche con il titolo Crossroads of Life. Copie del film sono conservate negli archivi della Library of Congress (positivo 35 mm).

### Date di uscita
IMDb
- USA 3 luglio 1908
- USA VHS

Alias
- Crossroads of Life (undefined)